# Kirchberg, Sachsen
Kirchberg är en stad i Landkreis Zwickau i förbundslandet Sachsen i Tyskland. Staden har cirka 8 000 invånare.
Staden ingår i förvaltningsområdet Kirchberg tillsammans med kommunerna Crinitzberg, Hartmannsdorf bei Kirchberg och Hirschfeld.